# Edward Maya
Eduard Marian Ilie, bedre kendt som Edward Maya, er en dance-musiker og producer fra Rumænien.

## Diskografi

### Albums
| Titel                | Album detaljer                                     |
| -------------------- | -------------------------------------------------- |
| The Stereo Love Show | - Udgivet: 3 December 2013 - Pladeselskab: Mayavin |
| Angels               | - Udgivet: 4. november 2014                        |

### Singler
| Title                                       | År   | Højeste hitlisteplacering | Højeste hitlisteplacering | Højeste hitlisteplacering | Højeste hitlisteplacering | Højeste hitlisteplacering | Højeste hitlisteplacering | Højeste hitlisteplacering | Højeste hitlisteplacering | Højeste hitlisteplacering | Højeste hitlisteplacering | Højeste hitlisteplacering | Certificering | Album                |
| Title                                       | År   | BEL                       | CAN                       | FRA                       | GER                       | IRE                       | NLD                       | SPA                       | SWE                       | SWI                       | UK                        | US                        | Certificering | Album                |
| ------------------------------------------- | ---- | ------------------------- | ------------------------- | ------------------------- | ------------------------- | ------------------------- | ------------------------- | ------------------------- | ------------------------- | ------------------------- | ------------------------- | ------------------------- | --- | -------------------- |
| "Stereo Love" (med Vika Jigulina)           | 2009 | 2                         | 19                        | 1                         | 4                         | 1                         | 1                         | 1                         | 1                         | 2                         | 4                         | 16                        | - BEL: Gold - CAN: 2× Platinum - GER: Platinum - SPA: 2× Platinum - SWE: Platinum - SWI: Platinum - UK: Gold - US: 2× Platinum | The Stereo Love Show |
| "This Is My Life" (featuring Vika Jigulina) | 2010 | 12                        | —                         | 2                         | —                         | —                         | 42                        | —                         | 58                        | 43                        | —                         | —                         | | The Stereo Love Show |
| "Stereo Love" (med Mia Martina)             | 2010 | —                         | 10                        | —                         | —                         | —                         | —                         | —                         | —                         | —                         | —                         | —                         | - CAN: Platin | Devotion             |
| "Desert Rain" (featuring Vika Jigulina)     | 2011 | —                         | —                         | —                         | —                         | —                         | —                         | —                         | —                         | —                         | —                         | —                         | | Ikke-album single    |
| "Mono in Love" (featuring Vika Jigulina)    | 2012 | —                         | —                         | —                         | —                         | —                         | —                         | —                         | —                         | —                         | —                         | —                         | | The Stereo Love Show |
| "Feeling"                                   | 2013 | —                         | —                         | —                         | —                         | —                         | —                         | —                         | —                         | —                         | —                         | —                         | | Ikke-album singler   |
| "Colombian Girl"                            | 2014 | —                         | —                         | —                         | —                         | —                         | —                         | —                         | —                         | —                         | —                         | —                         | | Ikke-album singler   |
| "Love of My Life" (med Vika Jigulina)       | 2014 | —                         | —                         | —                         | —                         | —                         | —                         | —                         | —                         | —                         | —                         | —                         | | Ikke-album singler   |
| "Historia de Amor"                          | 2014 | —                         | —                         | —                         | —                         | —                         | —                         | —                         | —                         | —                         | —                         | —                         | | Ikke-album singler   |
| "—" nåede ikke hitlisterne                  |      |                           |                           |                           |                           |                           |                           |                           |                           |                           |                           |                           | |                      |